# J. Nicholas
J. Nicholas est un footballeur anglais qui participe aux Jeux olympiques de 1900, à Paris, où il remporte la médaille d'or avec de l'équipe d'Upton Park FC, représentant le Royaume-Uni. Il marque deux buts lors du tournoi olympique.

## Source
- Ressources relatives au sport :   - Olympedia
  - Team GB